# Ворошилов, Пётр Климентьевич
Пётр Климентьевич Ворошилов (1914 — 1984) — советский конструктор военной техники, участвовал в разработке и испытаниях танков KB и ИС, генерал-лейтенант.

## Биография
Родился в Киеве, старший приёмный сын К. Е. Ворошилова и Е. Д. Ворошиловой, усыновлён ими в 1918 году. В 1932 году добровольно вступил в РККА. В 1938 году окончил Военную академию механизации и моторизации и начал служить в Главном бронетанковом управлении Красной армии, участник разработки тяжёлых танков и освоения их войсками. Во время Зимней войны под его руководством прошли испытание в реальных боевых несколько перспективных образцов тяжёлых танков. Во время Великой Отечественной войны оказывал помощь руководству танковых заводов и инженерам-конструкторам в ускорении выпуска новейших образцов бронетанковой техники. Неоднократно выезжал на фронт в танковые части для оказания на месте помощи танкистам и ремонтным службам в освоении новейших на то время тяжёлых танков. В мае 1945-го — заместитель начальника 2-го отдела танкового управления ГБУ КА. С 1946 года заместитель главного конструктора ЧТЗ, затем Кировского завода в Ленинграде. С 1949 года заместитель директора, с 1951 года директор ВНИИ-100, один из руководителей работ по перспективным танкам и артиллерийским самоходным орудиям. С 1960 года на ответственных должностях в центральном аппарате МО СССР. Умер в 1984 году. Похоронен в Москве, на Новодевичьем кладбище.

### Звания
- воентехник 2-го ранга (1930-е);
- инженер-майор (до 1940);
- инженер-подполковник (до 1945);
- генерал-майор инженерно-технической службы (18 февраля 1958);
- генерал-лейтенант инженерно-технической службы (19 февраля 1968);
- генерал-лейтенант-инженер  (18 ноября 1971);
- генерал-лейтенант (26 апреля 1984).

### Награды
- орден Красной Звезды (1940);
- орден Отечественной войны 2-й степени (1943);
- орден Красного Знамени (1944);
- медаль «За Победу над Германией в Великой Отечественной войне 1941-1945 гг.» (1945).

## Семья
- Жена — Надежда Ивановна Ворошилова (Тюрникова) (1916 — 1996).[1]
- Сыновья — Клим Петрович Ворошилов (1935 — 1974) и Владимир Петрович Ворошилов.[2]